# Gravity the Seducer
Gravity the Seducer è il quinto album discografico in studio del gruppo musicale electro pop inglese Ladytron. L'album è stato pubblicato nel 2011 dalla Nettwerk.

## Il disco
L'album è stato registrato a Kent (Inghilterra) con l'ausilio di Barny Barnicott (produttore già al lavoro con Arctic Monkeys e Kasabian) e Alessandro Cortini (membro di Nine Inch Nails, Modwheelmood).
Il primo singolo pubblicato dall'album è stato White Elefant (maggio 2011), seguito da Mirage (agosto 2011). Il brano Ace of Hz era stata già inserita nella raccolta Best of 00-10 pubblicata poco prima e nell'EP Ace of Hz EP (novembre 2010), oltre che nel videogioco FIFA 11. 
Il video di Mirage è stato girato presso il complesso del megalitico del villaggio di Callanish (Scozia), ed è stato diretto da Daniel Hunt e Michael Sherrington.
L'album ha raggiunto la posizione #72 della Official Albums Chart, la #112 della Billboard 200, la #6 della classifica Dance/Electronic (Stati Uniti) e la #2 della Heatseekers Albums (Stati Uniti).

## Tracce
1. White Elephant – 4:15
2. Mirage – 4:21
3. White Gold – 5:00
4. Ace of Hz – 3:36
5. Ritual – 4:17
6. Moon Palace – 3:26
7. Altitude Blues – 3:19
8. Ambulances – 3:16
9. Melting Ice – 4:48
10. Transparent Days – 4:01
11. Ninety Degrees – 4:34
12. Aces High – 2:54

Durata totale: 47:47

## Remix
Nel novembre 2013 la Nettwerk ha pubblicato la raccolta di remix intitolata Gravity the Seducer Remixed.